# Lavadom

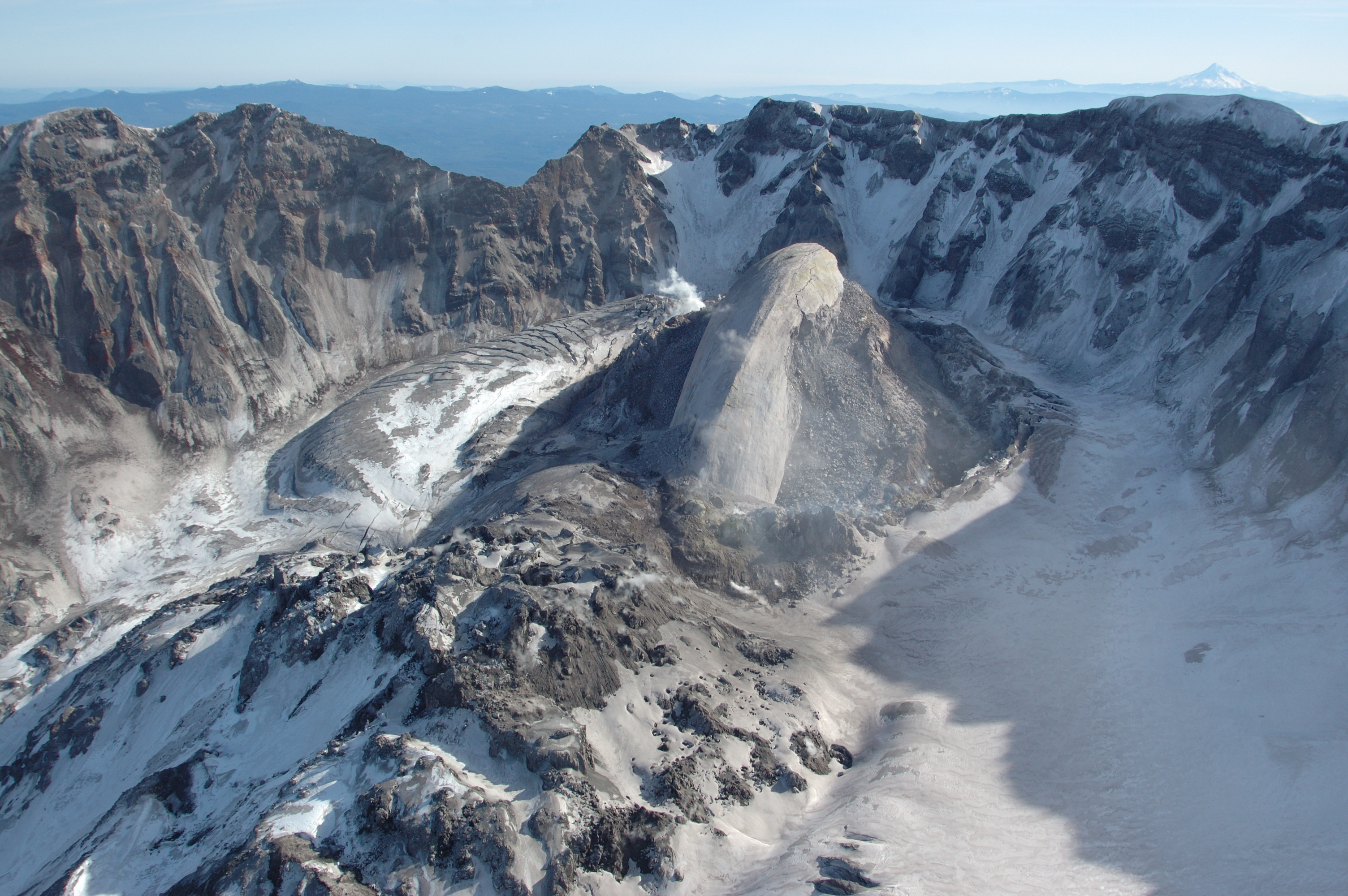
Der neue Dom im Krater des Mount St. Helens. Foto vom 22. Februar 2005

Ein Lavadom (nach engl. lava dome: Lavakuppel), auch Staukuppe, Stoßkuppe oder Vulkandom genannt, ist eine hügel- oder säulenförmige (Lavanadel) Erhebung, die durch die Eruption von sehr zähflüssiger Lava mit hohem Siliciumdioxidanteil aus einem Vulkan entsteht. Durch rasche Abkühlung und sehr geringe Fließweiten entsteht so unmittelbar über der Austrittsstelle ein pfropfenförmiger Lavadom (Erhebung), der den Vulkanschlot nach oben verschließt.

## Entstehung und Struktur
Typische Gesteine für Vulkandome sind Andesit und Dazit.
Meist liegen dombildende Vulkane in Regionen, in denen eine Kontinentalplatte unter die andere geschoben (subduziert) wird. Dabei werden z. B. Sedimentgesteine aufgeschmolzen, und gasreiches Magma steigt in der Erdkruste auf. Magmakammern können längere Zeit in oberen Bereichen der Erdkruste verweilen, ohne dass ein Vulkan aktiv wird. Steigt dann neues, basaltisches Magma in eine solche Magmakammer, so gibt es den „Magma-Mixing-Effekt“, der die kühlere Schmelze erwärmt und sie zusammen mit chemischen Umkristallisierungsprozessen aktiviert. Dadurch kann ein enorm hoher Druck entstehen, der relativ kühles Magma (ca. 800–980 °C) an die Oberfläche presst.
Lavadome entstehen in Zeiträumen von einigen Tagen bis zu einigen Jahrzehnten. Auch ihre Wachstumsrate variiert in weiten Grenzen. Langlebige Dome können eine Höhe von vielen hundert Metern erreichen.

## Vorkommen
Bekannte Lavadome befinden sich z. B. auf dem Gunung Merapi in Java, auf dem Soufrière Hills in Montserrat und auf dem Mount St. Helens in den USA. Letzterer hat zwei Dome; der erste entstand in den Jahren nach dem Ausbruch von 1980, der neue, dessen Höhe mittlerweile die des alten übertrifft, hat sich seit Oktober 2004 neu gebildet und wuchs bis Anfang 2008. Im November 2007 entstand ein Lavadom im Krater des Kelud in Indonesien.
Lavadome können auch neben bestehenden Vulkanen entstehen; das bekannteste Beispiel hierfür ist der Novaruptadom, der sich unweit des Mount Katmai in Alaska gebildet hat.
Vulkangebiete mit zahlreichen Lavadomen in Europa sind
- die Chaîne des Puys mit dem Puy de Dôme[2]
- die Halbinsel Methana sowie
- die Inseln Milos, Nisyros und Lipari.

## Gefahren
Lavadome bergen ein hohes Gefahrenpotenzial.
Durch kontinuierliches Herauspressen der Lava wird der Dom relativ instabil. Er kann kollabieren, oder große Felsregionen können von seinen steilen Flanken abbrechen und gravitativ beschleunigte pyroklastische Ströme erzeugen, die mit 100–400 km/h und Temperaturen von 200–700 °C ins Tal stürzen und auf ihrem Weg umfassende Verwüstungen anrichten können.
Bei Grundwasserkontakt und durch hohe aufgestaute Gasgehalte können Lavadome sehr explosiv werden. Dabei kann sich der Druck im Inneren eines Vulkans explosionsartig entladen.
Durch die Bildung eines Domes innerhalb eines Explosivkraters (wie im Mount St. Helens oder zahlreichen Vulkanen Indonesiens) steigt die Gefahr einer zukünftigen vulkanischen Katastrophe.